# باشگاه فوتبال الطائی
باشگاه فوتبال الطائی (عربی: نادی الطائی) یک باشگاه فوتبال مستقر در عربستان سعودی است که در شهر حائل عربستان سعودی واقع شده‌است. این باشگاه در سال ۱۹۶۱ تأسیس شده است.

## بازیکنان برجسته فعلی
- انزو روکو
- آلفا سمدو